# Бинио (Тренто)
Бинио је насеље у Италији у округу Тренто, региону Трентино-Јужни Тирол.
Према процени из 2011. у насељу је живело 60 становника. Насеље се налази на надморској висини од 1089 м.